# Dylan Wells
Dylan Wells, född 3 januari 1998, är en kanadensisk professionell ishockeymålvakt som är kontrakterad till Chicago Blackhawks i National Hockey League (NHL) och spelar för Rockford Icehogs i American Hockey League (AHL).
Han har tidigare spelat för Bakersfield Condors och Chicago Wolves i AHL; Wichita Thunder och Norfolk Admirals i ECHL samt Peterborough Petes i Ontario Hockey League (OHL).
Wells draftades av Edmonton Oilers i femte rundan 2016 års draft som 123:e totalt.